# Cryptosphaeroides ankaranensis
Cryptosphaeroides ankaranensis är en skalbaggsart som beskrevs av Alberto Ballerio 2008. Cryptosphaeroides ankaranensis ingår i släktet Cryptosphaeroides och familjen Hybosoridae. Inga underarter finns listade i Catalogue of Life.